# John Rockwell
John Sargent Rockwell (Washington D. C., 16 de septiembre de 1940) es un periodista y crítico musical estadounidense.

## Primeros años y educación
Rockwell nació el 16 de septiembre de 1940, hijo del abogado Alvin J. Rockwell (1908–1999) y de la ama de casa Anna S. Hayward (1906–1983). Estudió en la Phillips Academy y en las universidades de Harvard, Múnich y California en Berkeley, obteniendo un Ph.D. en historia de la cultura germánica.

## Carrera
Rockwell empezó su carrera periodística en diarios como Oakland Tribune y Los Angeles Times. En 1972 empezó a escribir para The New York Times, inicialmente como reportero y crítico de música clásica, y más adelante como crítico de música pop. Entre 1994 y 1998, ofició como primer director del Festival Lincoln Center. Rockwell regresó a The New York Times para convertirse en editor de la sección Sunday Arts and Leisure. En 2004 fue nombrado jefe de la sección de crítica de danza. Abandonó el diario a finales de 2006 para adelantar proyectos individuales.
Inició su carrera como periodista radial en emisoras como WHRB en Harvard y KPFA en Berkeley. En la WNYC, Rockwell trataba temas culturales y acontecimientos de actualidad en el programa "Rockwell Matters", que salió al aire entre octubre de 2007 y mayo de 2008.

## Vida personal
Rockwell vive en Manhattan con su esposa, Linda Mevorach. Su hija Sasha reside en California.

## Libros
- Rockwell, John (1983). All American Music. Nueva York: Alfred A. Knopf. ISBN 978-0-394-51163-4.
- —— (1984). Sinatra: An American Classic. Nueva York: Random House. ISBN 978-0-394-53977-5.
- —— (2003). The Idiots. Londres: BFI Film Institute. ISBN 978-0-85170-955-0.
- —— (2006). Outsider: John Rockwell on the Arts. Pompton Plains: Limelight Editions. ISBN 978-0-87910-333-0.
- ——, ed. (2014). The Times of the Sixties. Nueva York: Black Dog & Leventhal Publishers. ISBN 978-1-57912-964-4.